# Hormathia coronata
Hormathia coronata is een zeeanemonensoort uit de familie Hormathiidae. Hormathia coronata werd voor het eerst wetenschappelijk beschreven door Gosse in 1858.

## Beschrijving
De schijf en de tentakels van deze zeeanemoon zijn oranje of lichtbruin. De meeste exemplaren hebben een delicaat patroon van donkerbruin en wit eroverheen, maar het kan bij sommige exemplaren afwezig zijn. Er kunnen onregelmatige strepen van ondoorzichtig wit voorkomen op de schijf en tentakels. De tentakels zijn matig lang en gerangschikt in veelvouden van 6, in 5 cycli tot 96. De diameter van de basis is maximaal 4 cm en de hoogte is maximaal 5 cm. De basis is breed en aanhankelijk. Het grootste deel van de kolom, direct boven de basis, is oranje, rood, bruin of bleekgeel. De kolom erboven is donkerbruin, vaak paarsachtig en met een witte lijn rond de bovenste grens.

## Verspreiding
Hormathia coronata is frequent aanwezig aan de zuid- en westkust van de Britse Eilanden, ten noorden van het eiland Man; rond Zuidwest-Europa en in de Middellandse Zee. Wordt vaak gevonden op schelpen, wormbuizen, stenen en met slib bedekte gesteenten; uitsluitend sublitoraal in voorkomend van ongeveer 5 tot 100 meter diepte.